# Theresa Andrews
Theresa Andrews (25 agosto 1962) è un'ex nuotatrice statunitense.
Specializzata nel dorso ha vinto due medaglie d'oro ai Giochi olimpici di Los Angeles 1984: nei 100 m dorso e nella staffetta 4x100 m misti.

## Palmarès
- Olimpiadi

Los Angeles 1984: oro nei 100m dorso e nella staffetta 4x100m misti.